# Kapacitor
Termínem kapacitor je v oblasti modelování dynamických procesů označována skupina prvků schopných akumulovat energii a v čase vykazujících závislost zobecněného úsilí e (např. síla, elektrické napětí, tlak) na integrálu zobecněného toku f (např. rychlost, elektrický proud, objemový průtok).
{\displaystyle e(t)=k\int _{0}^{t}{f(\tau )}d\tau }
Příkladem kapacitoru může být pružina (síla závislá na velikosti výchylky, tedy na integrálu rychlosti roztažení), elektrický kondenzátor (napětí závislé na elektrickém náboji, tedy na integrálu proudu), tlaková nádoba (tlak závislý na množství tekutiny, tedy na integrálu průtoku).